# Directeur de conscience
Dans la religion catholique, le directeur de conscience est celui qui guide la conscience d'une personne en matière de religion et de morale. Il diffère du confesseur dans le sens que les conseils qu'il dispense n'entrent pas dans le cadre d'un sacrement (la confession en est un).
Les directeurs de consciences peuvent aussi être nommés dans les ordres religieux, notamment féminins. Par exemple, au XVIIe siècle, François de Sales et l'abbé de Saint-Cyran ont tous deux été directeurs de conscience des nonnes de l'abbaye de Port-Royal. 
Après une relative éclipse au XVIIIe siècle, à la suite de vives critiques nées à la fin du XVIIe siècle, la pratique de la direction de conscience connaît un renouveau au sein des élites catholiques. Le directeur régule la vie religieuse et morale des personnes, mais peut intervenir plus généralement sur toute question portant sur la moralisation des activités quotidiennes. Intégré aux cercles de sociabilité des élites, il peut devenir un conseiller dans l'arrangement des mariages.

## Citation
Dans Conseils à un étudiant, Max Jacob écrivait :

« Le directeur de conscience connaît non seulement vos péchés, mais vos vertus. 
Le confesseur ne connaît que le moins beau côté de vous. »